# VSX2
VSX2‏ (Visual system homeobox 2) هوَ بروتين يُشَفر بواسطة جين VSX2 في الإنسان.